# Drosera platypoda
Drosera platypoda es una especie de planta perenne tuberosa  perteneciente al género de plantas carnívoras Drosera. 

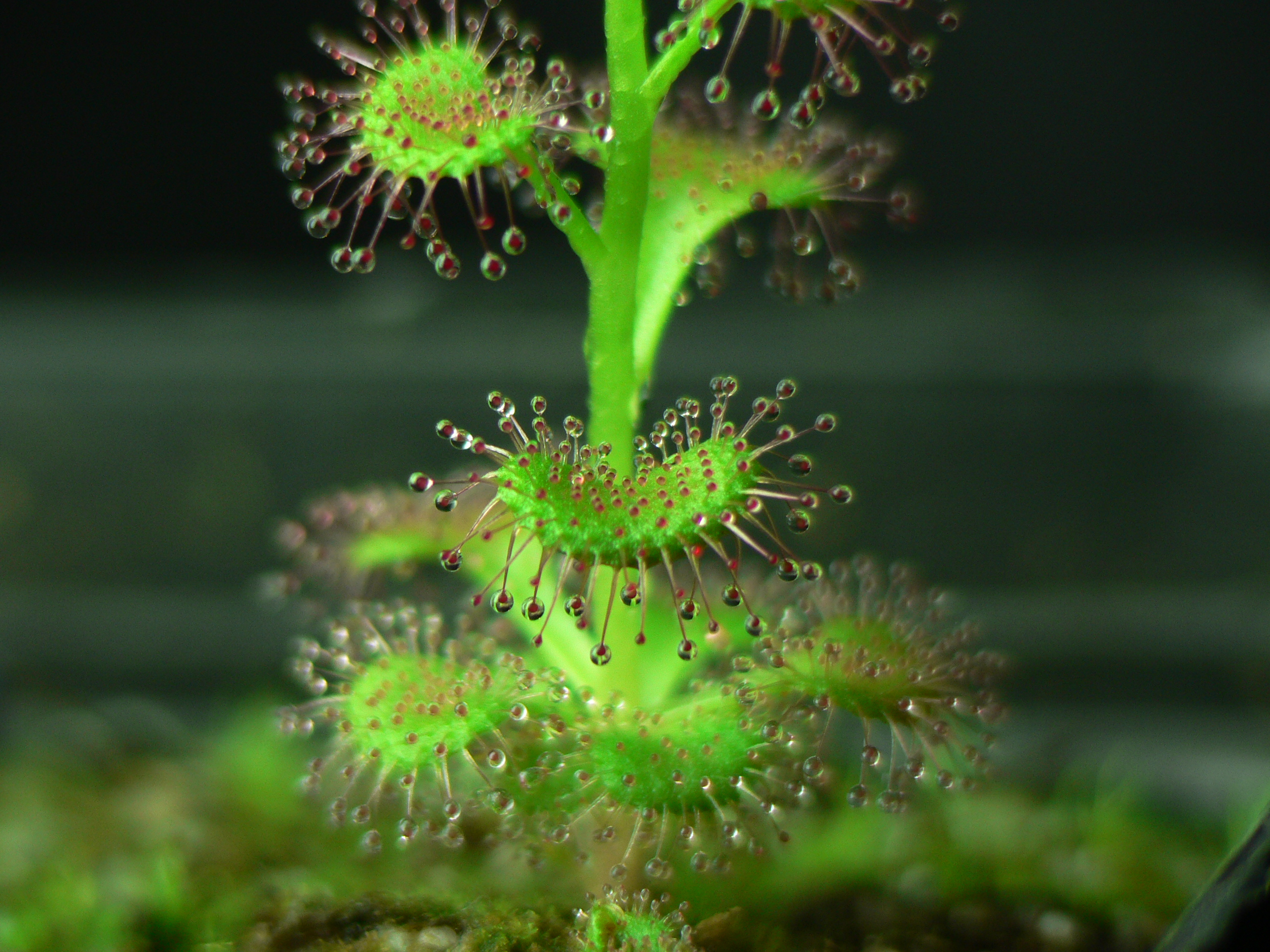
Detalle de la planta

## Descripción
Crece hasta los 15 a 20 cm de altura con una roseta basal de hojas caulinares, alternas a lo largo del tallo. 

## Distribución
Es endémica de Australia Occidental, en una región de Manjimup sur-oeste de un área alrededor del río Scott y de este a Cabo Riche. Crece en suelos arenosos húmedos en invierno en brezales. Florece en octubre.

## Taxonomía
Drosera platypoda fue formalmente descrita por primera vez por Porphir Kiril Nicolai Stepanowitsch Turczaninow en 1854 y publicado en Bulletin de la Société Impériale des Naturalistes de Moscou 27(2): 343. 1854.
Etimología
Drosera: tanto su nombre científico –derivado del griego δρόσος (drosos): "rocío, gotas de rocío"– como el nombre vulgar –rocío del sol, que deriva del latín ros solis: "rocío del sol"– hacen referencia a las brillantes gotas de mucílago que aparecen en el extremo de cada hoja, y que recuerdan al rocío de la mañana.
platypoda: epíteto
Sinonimia
- Sondera platypoda (Turcz.) Chrtek & Slavíková, Novit. Bot. Univ. Carol. 13: 44 (1999 publ. 2000).
- Drosera flabellata Benth., Fl. Austral. 2: 464 (1864).[3]